# Mecyna biternalis
Mecyna biternalis là một loài bướm đêm trong họ Crambidae.